# Ostrowite (powiat rypiński)
Ostrowite – wieś w Polsce położona w województwie kujawsko-pomorskim, w powiecie rypińskim, w gminie Brzuze.

## Podział administracyjny
W latach 1975–1998 miejscowość należała administracyjnie do województwa włocławskiego.

## Demografia
Według Narodowego Spisu Powszechnego (III 2011 r.) liczyła 1274 mieszkańców. Jest największą miejscowością gminy Brzuze.

## Grupy wyznaniowe
Od 1976 roku we wsi znajduje się parafia pw. św. Stanisława Kostki.

## Zabytki
Według rejestru zabytków NID na listę zabytków wpisany jest park przy zarządzie cukrowni, około 1900 r., nr rej.: A/1326 z 20.01.1992.